# Acosmeryx anceus
Acosmeryx anceus là một loài bướm đêm thuộc họ Sphingidae. Nó được miêu tả bởi Stoll năm 1781, và được tìm thấy ở Ấn Độ, New Guinea, và Queensland, Úc.

## Miêu tả
Sải cánh dài 70–88 mm.

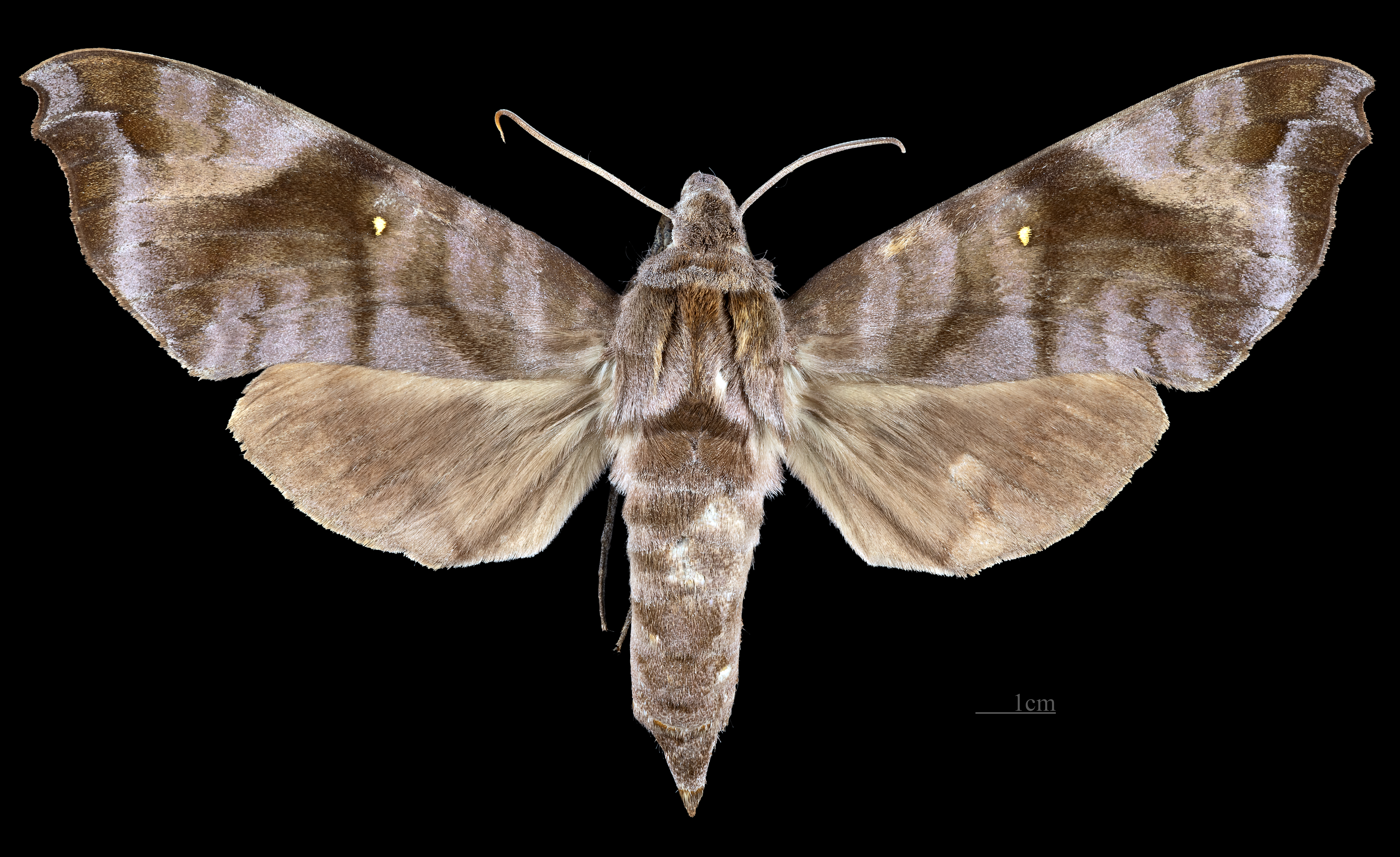
Acosmeryx anceus anceus  ♀
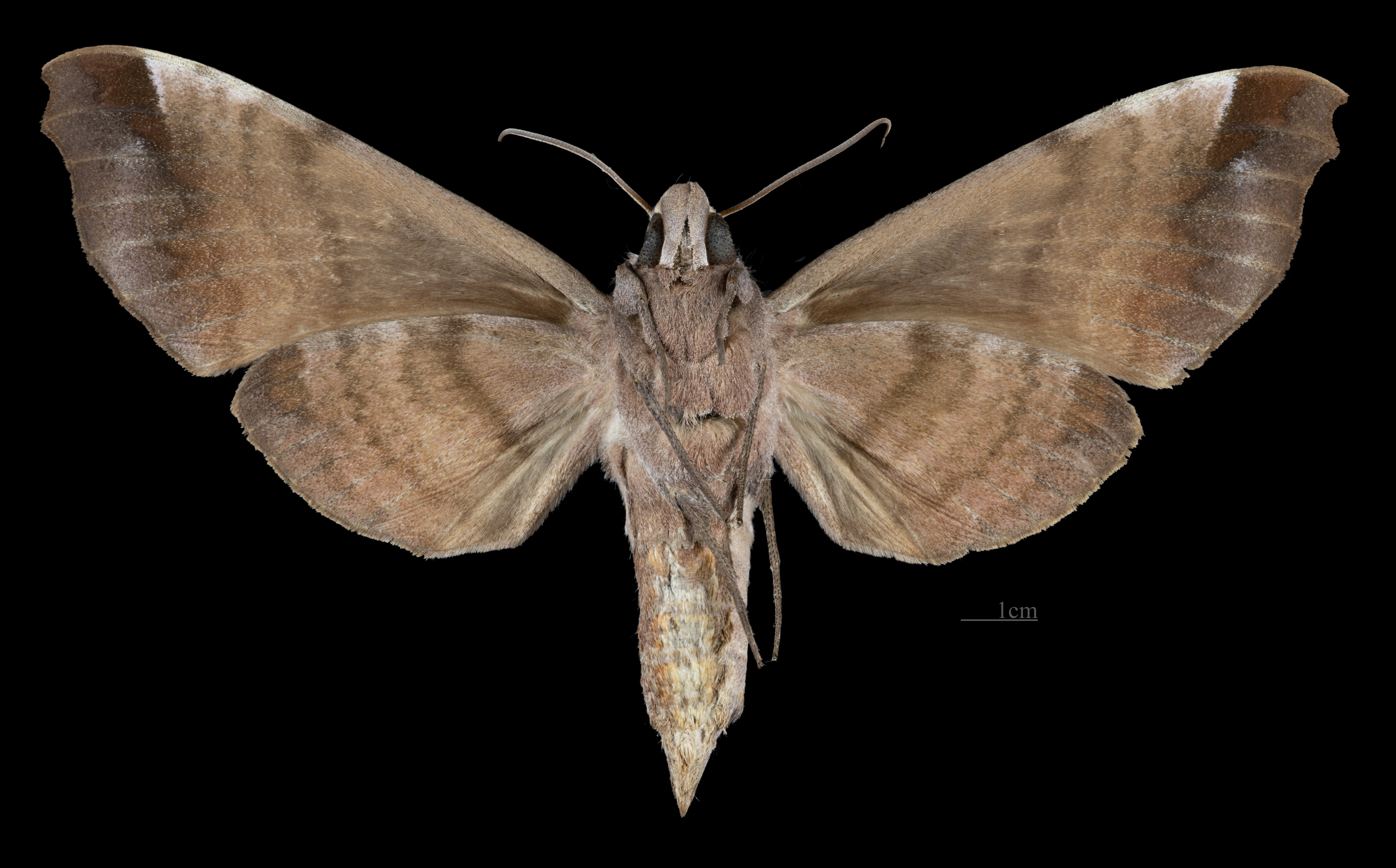
Acosmeryx anceus anceus  ♀ △

## Phụ loài
- Acosmeryx anceus anceus (Queensland và New South Wales)
- Acosmeryx anceus subdentata Rothschild & Jordan, 1903 (miền nam và miền đông Ấn Độ, Nepal, Bhutan, Thailand, tây nam China (Vân Nam, Quảng Tây), Vietnam, Malaysia, Indonesia (Sumatra, Java, Kalimantan, Sumbawa) và the Philippines)[3]

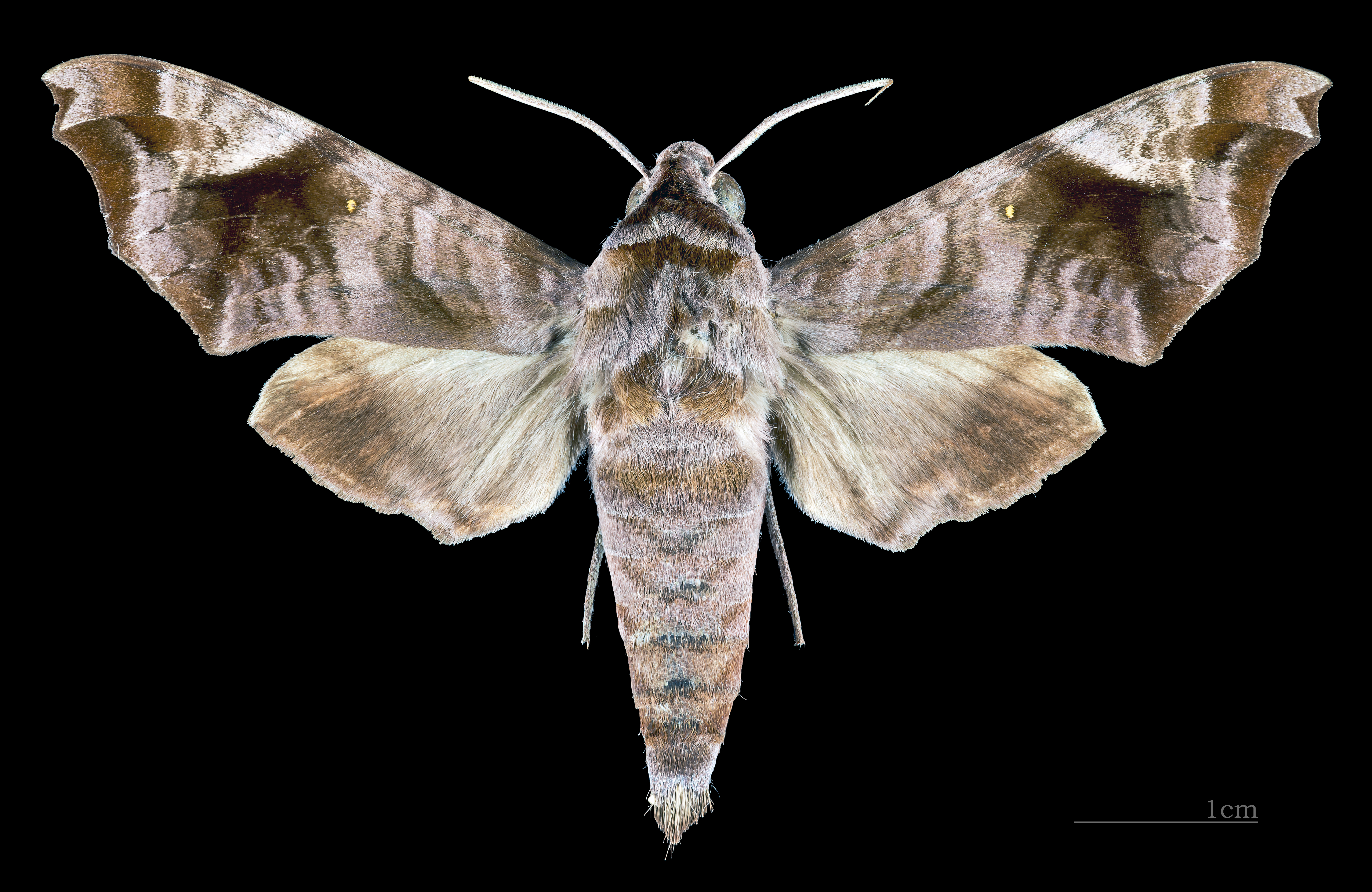
Acosmeryx anceus subdentata ♂
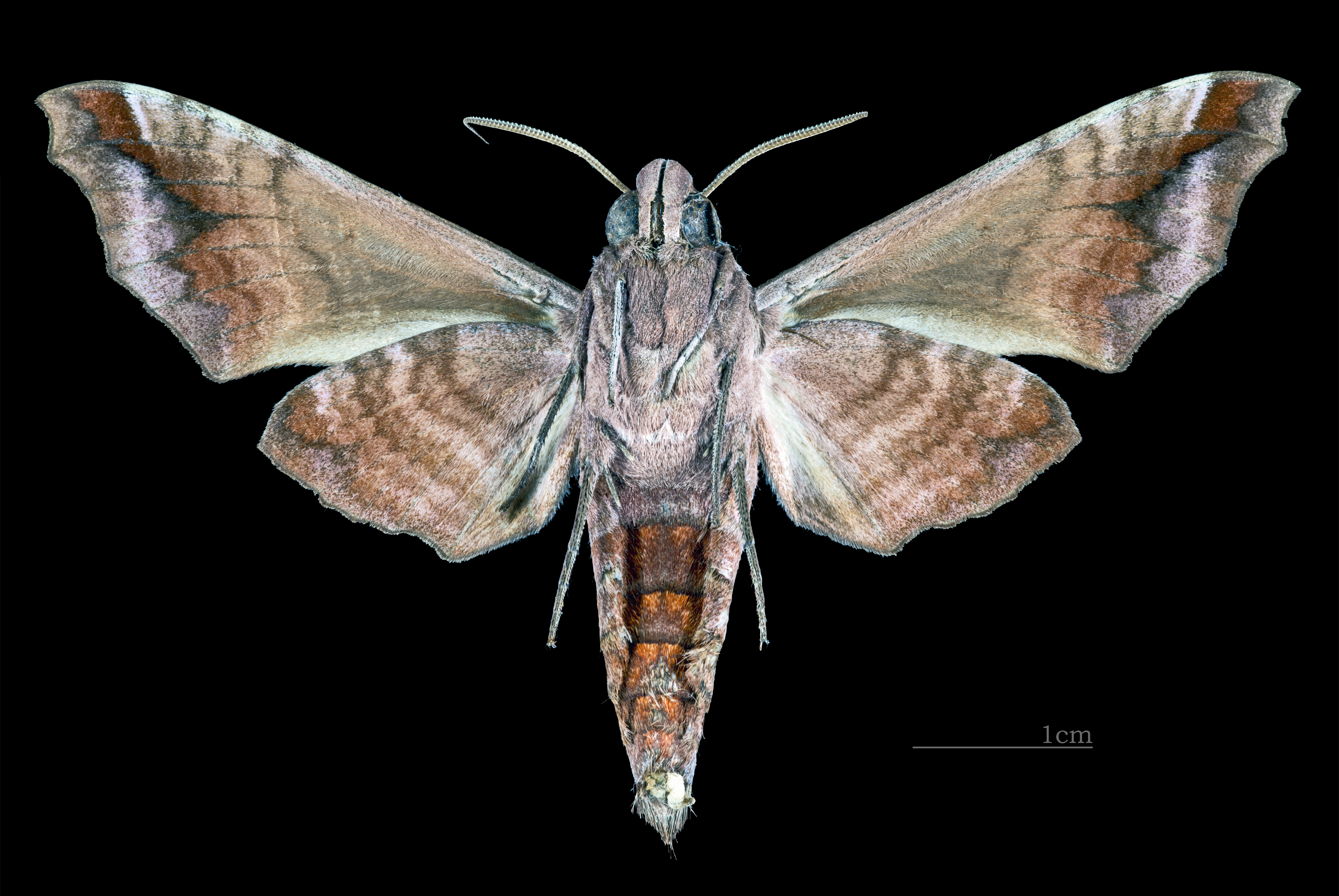
Acosmeryx anceus subdentata ♂ △

## Hình ảnh

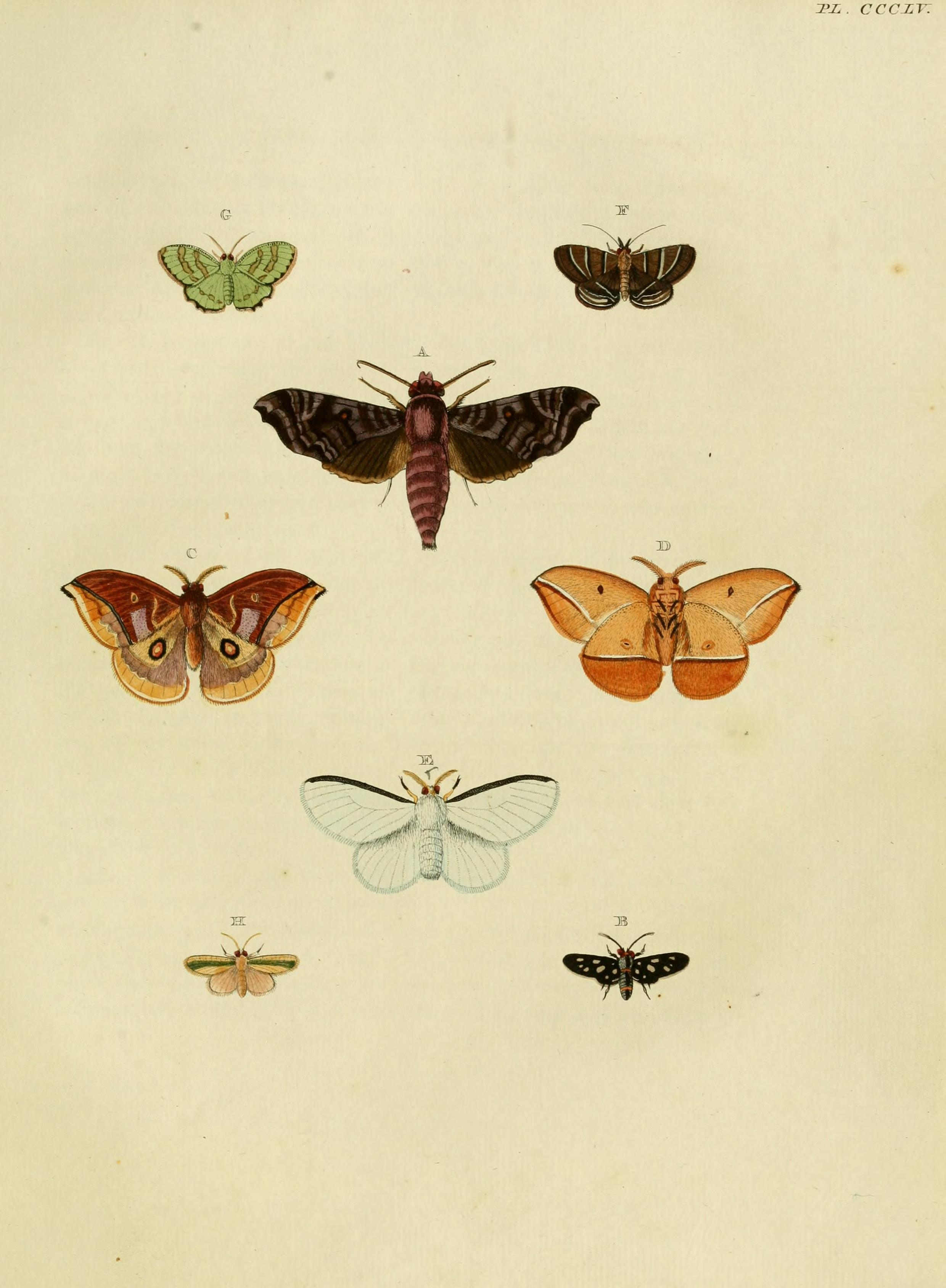
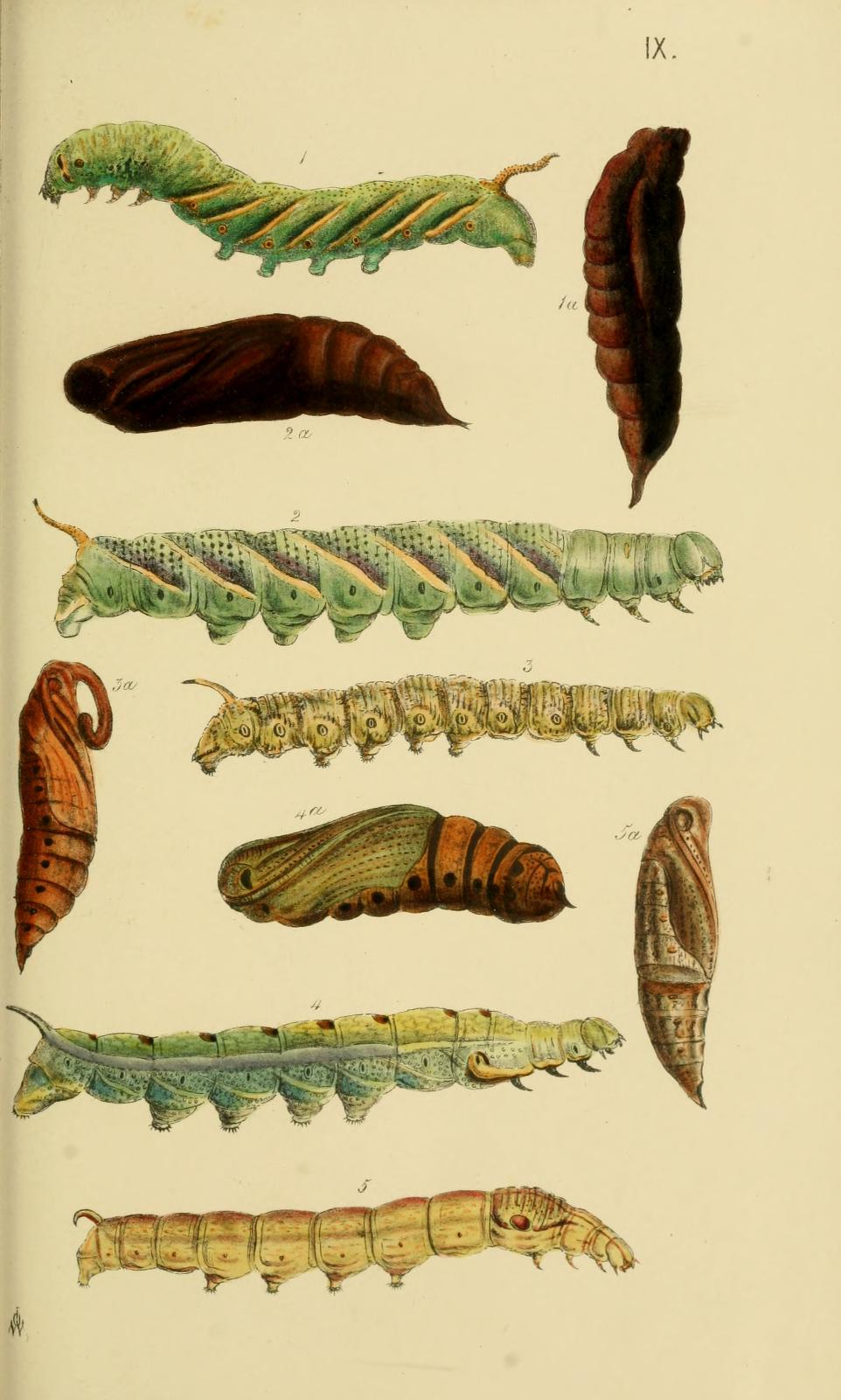